# Марк Антоний Паллант
Марк Анто́ний Палла́нт (лат. Marcus Antonius Pallas; умер после 167 года) — римский политический деятель, консул-суффект 167 года.

## Биография
О происхождении Палланта нет точных сведений; вполне вероятно, что он был потомком известного вольноотпущенника и секретаря императора Клавдия Марка Антония Палланта. Его отцом, по одной из версий, мог быть египетский землевладелец Марк Антоний Паллант. 
В 167 году Паллант занимал должность консула-суффекта вместе с Квинтом Цецилием Дентилианом. Помимо того, в историографии он идентифицируется с неким Паллантом, упоминаемым в надписи, описываемой в труде М. Вавассори. Больше о нём ничего не известно.